# Propionato de potássio
Propanoato de potássio ou propionato de potássio, de fórmula K(C2H5COO), é o sal de potássio do ácido propanoico. Seu ponto de fusão é 410 °C. 

## Uso
Ele é usado como um conservante alimentar e tem o código E283 na Europa. 